# カンブリア紀第四期
| 累代        | 代     | 紀           | 基底年代 Mya |
| ----------- | ------ | ------------ | ------------ |
| 顕生代      | 新生代 | 第四紀       | 2.58         |
| 顕生代      | 新生代 | 新第三紀     | 23.03        |
| 顕生代      | 新生代 | 古第三紀     | 66           |
| 顕生代      | 中生代 | 白亜紀       | 145          |
| 顕生代      | 中生代 | ジュラ紀     | 201.3        |
| 顕生代      | 中生代 | 三畳紀       | 251.902      |
| 顕生代      | 古生代 | ペルム紀     | 298.9        |
| 顕生代      | 古生代 | 石炭紀       | 358.9        |
| 顕生代      | 古生代 | デボン紀     | 419.2        |
| 顕生代      | 古生代 | シルル紀     | 443.8        |
| 顕生代      | 古生代 | オルドビス紀 | 485.4        |
| 顕生代      | 古生代 | カンブリア紀 | 541          |
| 原生代      | 原生代 | 原生代       | 2500         |
| 太古代      | 太古代 | 太古代       | 4000         |
| 冥王代      | 冥王代 | 冥王代       | 4600         |
| 1. 2. 3. 4. |        |              |              |

カンブリア紀の第四期は、古生代カンブリア紀の4番目の期である地質時代。約5億1400万年前から約5億900万年前にあたり、この時代に相当する地層はステージ4と呼称される。前の期は第三期、続く期はウリューアン。

## 層序学的定義
基底は国際層序委員会により公式に定義されていない。三葉虫の属オレネルスあるいはレドリキアの最初の出現や、三葉虫の種 Arthricocephalus chauveaui の最初の出現が定義として提案されている。上側の境界はウリューアン階の基底である。
国際層序委員会はカンブリア紀第四期を命名していない。シベリアの術語体系で広く使われている用語では、バトミアン(Batomian)とトヨニアン(Toyonian)がステージ4をカバーする。

## 生物層序
第四期の始まりは暫定的にユーロッパ・レオニアン動物群階の基底と南中国Duyunian動物群階の基底に関連する。